# Kustbevakarna
Kustbevakarna var ett dokumentärt TV-program på Kanal 5, där tittarna fick följa kustbevakningens arbete i Stockholms skärgård. Programmet sändes i tre säsonger 2006-2009.
Efter att enskilda personer ansett att de filmats utan tillåtelse anmäldes kustbevakningen ett antal gånger till justitieombudsmannen. Ett av de inslag som föranlett anmälan stoppades av Kanal 5 från att sändas. Anmälningarna leddes till att JO kritiserade kustbevakningen.